# Trujące pigułki
Trująca pigułka (z ang. poison pill) – rodzaj obrony przed wrogim przejęciem. Polega na zawarciu w statucie spółki szeregu zapisów, które uczynią przejęcie nieopłacalnym lub niemożliwym do zrealizowania. Technika została opracowana przez Martina Liptona.

## Typy „pigułek”
- flip-in – jeżeli najeźdźca przejmie określoną ilość akcji, to pozostali akcjonariusze mogą nabyć akcje po niższej cenie.
- flip-over – po przejęciu akcjonariusze mogą nabyć akcje po niższej cenie.